# 罗伯特·钱斯

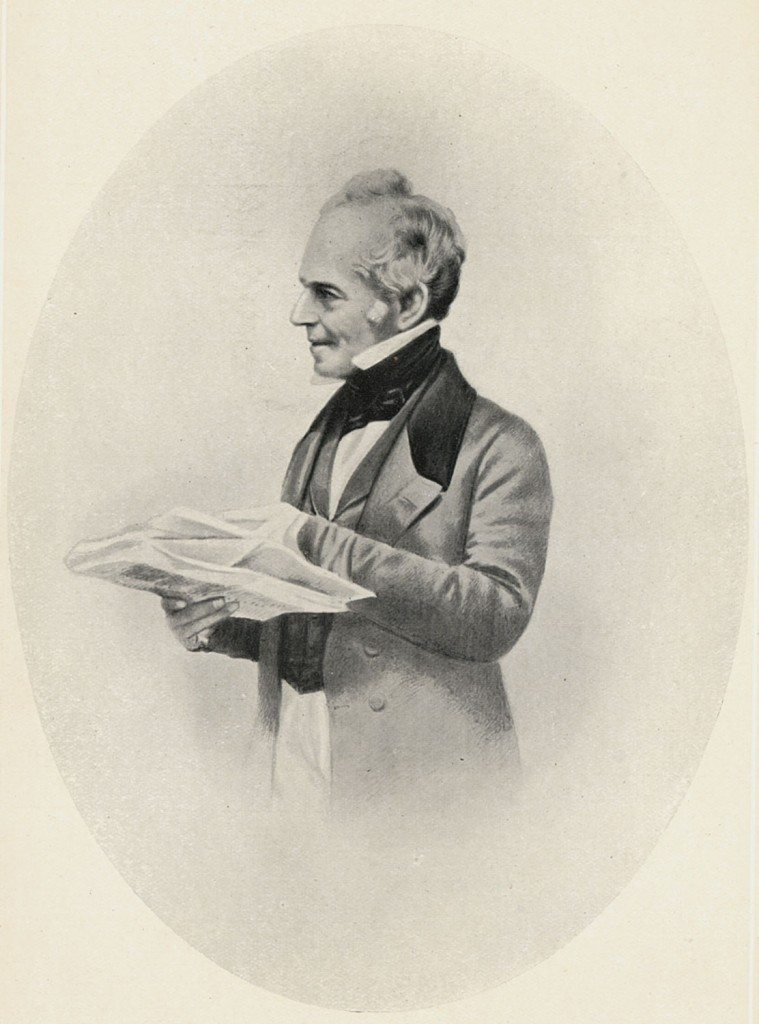
罗伯特·钱斯

罗伯特·卢卡斯·钱斯（英語：Robert Lucas Chance，1782年10月8日—1865年3月7日），通常被称为“卢卡斯·钱斯”，是英国伯明翰的一位玻璃制造厂厂商，他是取消窗税的积极支持者，进而促进英国玻璃产业的蓬勃发展，而他的工厂就是后来的钱斯兄弟公司。他的工厂曾为水晶宫制造玻璃。